# Die drei Dorfheiligen (Schwank)
Die drei Dorfheiligen ist ein bayerischer Schwank aus dem Jahr 1920 von Max Neal und Max Ferner. Die drei Dorfheiligen sind die drei Honoratioren eines bayerischen Dorfes, die plötzlich mit ihren Seitensprüngen aus längst vergangener Zeit konfrontiert werden.
Dieser Schwank ist eine der meistgespielten bayerischen Komödien überhaupt und wurde mehrfach verfilmt.

## Verfilmungen
- Die drei Dorfheiligen (1949) von Ferdinand Dörfler (Regie) und Joe Stöckel (Drehbuch und Hauptdarsteller)
- Die drei Dorfheiligen (1967) von Gretl Löwinger[1]
- Die drei Dorfheiligen (1973) von Olf Fischer mit Gustl Bayrhammer in der Hauptrolle
- Die drei Dorfheiligen (1981) von Ladislav Povazay und Paul Löwinger junior
- Die drei Dorfheiligen (1991) von Peter Steiner[2]
- Die drei Dorfheiligen (1993) von Sissy Löwinger[3]
- Die drei Dorfheiligen (1998) von Bernd Helfrich